# Larry Mullen Jr.
Lawrence Joseph Mullen, Jr., más conocido como Larry Mullen, Jr. (n. Dublín, 31 de octubre de 1961), es el baterista de la banda irlandesa U2 y ocasionalmente actor. El estilo de percusión distintivo, casi militar de Mullen, se desarrolló a partir de su interpretación de ritmos marciales en bandas de música infantiles. Algunas de sus contribuciones más notables al catálogo de U2 incluyen "Sunday Bloody Sunday", "Pride (In the Name of Love)", "Where the Streets Have No Name", "Zoo Station", "Mysterious Ways" y "City of Blinding Lights."
Mullen nació y se crio en Dublín, y asistió a Mount Temple Comprehensive School, donde cofundó U2 en 1976 después de publicar un mensaje en el tablón de anuncios de la escuela. Miembro de la banda desde sus inicios, ha grabado 14 álbumes de estudio con U2. Mullen ha trabajado en numerosos proyectos paralelos durante su carrera. En 1990, produjo la canción de la selección de fútbol de Irlanda "Put 'Em Under Pressure" para la Copa Mundial de la FIFA de 1990. En 1996, trabajó con su compañero de banda de U2, Adam Clayton, en una regrabación de baile del "Tema de Misión: Imposible". Mullen ha actuado esporádicamente en películas, sobre todo en Man on the Train (2011) y A Thousand Times Good Night (2013).
Como miembro de la banda, ha estado involucrado en causas filantrópicas a lo largo de su carrera, incluida Amnistía Internacional. Como miembro de U2, Mullen ha recibido 22 premios Grammy y ha sido incluido en el Salón de la Fama del Rock and Roll. En 2016, Rolling Stone clasificó a Mullen como el baterista número 96 más grande de todos los tiempos.

## Primeros años
Lawrence Joseph Mullen Jr., el segundo hijo y el único varón hijo de Lawrence Joseph Mullen Sr. y Maureen (de soltera Boyd) Mullen, nació el 31 de octubre de 1961 en Artane, Dublín, Irlanda, donde vivió, en Rosemount Avenue, hasta los veinte años. Su padre era funcionario y su madre ama de casa. Tiene una hermana mayor, Cecilia, y una hermana menor, Mary, que murió en 1973. Asistió a la Escuela de Música en Chatham Row para aprender piano a la edad de ocho años y luego comenzó a tocar la batería en 1971 a la edad de 9 años, bajo la instrucción del baterista irlandés Joe Bonnie. Después de la muerte de Bonnie, su hija Monica se hizo cargo de él, pero Mullen abandonó las lecciones y comenzó a tocar solo. Su madre murió en un accidente automovilístico en 1976.
Antes de fundar U2, Mullen se unió a una banda de música de Dublín llamada Artane Boys Band por sugerencia de su padre. Mullen dijo que la banda se centró más en aprender a leer partituras, mientras que él quería pasar más tiempo tocando la batería. La banda le pidió que se cortara el cabello hasta los hombros y, a pesar de aceptar y cortarse unos centímetros, se le pidió que se lo acortara más. Mullen se negó y dejó la banda después de solo tres semanas.
Mullen usó el dinero que había ahorrado y con la ayuda de su padre compró una batería, fabricada por una compañía japonesa de juguetes, que vendía la amiga de su hermana Cecilia. Instaló el equipo en su habitación y sus padres le asignaron ciertos momentos para practicar. Luego, su padre lo metió en la Post Office Workers Band, que tocaba melodías orquestales con percusión, junto con los estándares de la banda de música. Mullen pasó aproximadamente dos años en la Post Office Workers Band, coincidiendo con su tiempo en U2. Asistió a Scoil Colmcille, Marlborough Street, Dublín. Hizo los exámenes de Chanel College y St. Paul's, dos escuelas católicas a las que su padre quería que asistiera su hijo. Después de la muerte accidental de la hermana menor de Larry en 1973, su padre abandonó la idea de empujar a su hijo a esas escuelas y envió a Larry a Mount Temple Comprehensive School, la primera escuela interdenominacional en Irlanda.

## Formación como baterista
Crecido en Dublín, la capital de Irlanda, Larry empezó tocando el piano, pero pronto se cambió a la batería a la edad de 9 años. Desde el principio quería tocar a su propia manera no siendo muy entusiasta del aprendizaje y las técnicas para ello. Su afición por la batería le llevó a ser enseñado en el arte de la percusión por Joe Bonnie, uno de los mejores bateristas irlandeses de ese momento.
Cuando tenía 14 años tocó la batería con The Artane Boys Band (quienes aparecen en el video de la canción Sweetest Thing) y salió en tours a través de Irlanda con ellos, hasta que lo sacaron de la banda por tener el pelo largo.

## Carrera musical

### U2
El padre de Mullen sugirió que pusiera un aviso en el tablón de anuncios de Mount Temple, diciendo algo como «el baterista busca músicos para formar una banda». U2 fue fundada el 25 de septiembre de 1976 en la cocina de Mullen en Artane. A la primera reunión asistieron Mullen, Paul "Bono" Hewson, David "The Edge" Evans y su hermano Dik, Adam Clayton, y los amigos de Mullen, Ivan McCormick y Peter Martin. Mullen más tarde lo describió como «The Larry Mullen Band durante unos diez minutos, luego Bono entró y desperdició cualquier oportunidad que tuviera de estar a cargo». McCormick y Martin pronto se fueron,  y el grupo se decidió por el nombre "Feedback" porque era uno de los pocos términos técnicos que conocían. Más tarde, la banda cambió su nombre a "The Hype", y nuevamente a "U2" para un concurso de talentos de 1978 en Limerick, Irlanda, en el que participaron y ganaron como cuarteto. Días después de la competencia, la reducción de la banda a una alineación de cuatro miembros se volvió permanente después de que se separaron de Dik.
Durante la grabación del álbum Pop en 1996, Mullen sufrió graves problemas de espalda. La grabación se retrasó debido a la cirugía. Cuando salió del hospital, regresó al estudio para encontrar al resto de la banda experimentando más que nunca con cajas de ritmos electrónicas, algo impulsado en gran parte por el interés de Edge en la música dance y hip-hop, y dada su debilidad después de la operación, cedió, permitiendo que The Edge siguiera usando cajas de ritmos, lo que contribuyó en gran medida a la sensación electrónica del álbum.

### Otros proyectos
Mullen ha trabajado en muchos proyectos musicales fuera de U2 en su carrera, incluidas colaboraciones con Maria McKee. Mullen contribuyó al álbum Acadie de 1989 del productor de U2 Daniel Lanois. En 1990, Mullen coescribió y arregló una canción oficial de la selección nacional de fútbol irlandesa "Put 'Em Under Pressure" para la Copa Mundial de la FIFA. Clayton y él colaboraron con Mike Mills y Michael Stipe de R.E.M. para formar el grupo de una sola actuación Automatic Baby, con el único propósito de interpretar "One" para el baile de inauguración de MTV en 1993 para el presidente estadounidense Bill Clinton; el nombre del grupo se refiere a los títulos de los álbumes de las dos últimas bandas en ese momento, Achtung Baby y Automatic for the People. Para el álbum Flyer de Nanci Griffith de 1994, él y Clayton actuaron en la sección de ritmo en varias canciones, mientras que Mullen también mezcló tres canciones. Mullen tocó la batería en muchas de las canciones del álbum Wrecking Ball de 1995 de Emmylou Harris.
Mullen y Clayton contribuyeron a la banda sonora de la película Mission: Impossible de 1996, que incluyó la grabación del tema principal, cuya marca de tiempo se cambió del original 5/4 compás a un 4/4 más fácil y más bailable. El "Tema de Misión: Imposible" alcanzó el número 8 en el Billboard Hot 100 de Estados Unidos, y fue nominado al premio Grammy a la Mejor Interpretación Instrumental Pop (Orquesta, Grupo o Solista) en 1997.
Mullen actuó en la canción de Underworld "Boy, Boy, Boy" de su álbum de 2007, Oblivion with Bells. Diez años después apareció en el álbum Paranormal de Alice Cooper del 2017.

## Estilo y técnicas musicales
El estilo de la batería de Mullen está influenciado por su experiencia en bandas de música durante su adolescencia, que ayudó a contribuir a los ritmos militaristas de canciones como "Sunday Bloody Sunday". El autor Bill Flanagan dijo que toca "con una rigidez marcial, pero usa su equipo de una manera que un baterista debidamente entrenado no lo haría"; tiende a pasar de la caja a los tom-toms colocados a cada lado de él, en contraste con la forma en que se utilizan tradicionalmente. Mullen de vez en cuando monta un tom-tom de la forma en que otros bateristas tocarían un platillo, o monta el charles como otros tocarían una caja. Admitió que su técnica de bombo no es una fortaleza, ya que principalmente tocaba la caja en bandas de música y no aprendió a combinar correctamente los elementos separados en un kit completo. Como resultado, usa un tom de piso a su izquierda para crear el efecto de un bombo, un arreglo que comenzó a usar mientras grababa "Pride (In the Name of Love)" en 1984 bajo la influencia del productor Daniel Lanois. Dijo: "No pude hacer lo que la mayoría de la gente consideraría un ritmo normal para la canción, así que elegí alternativas". Flanagan dijo que su estilo de interpretación refleja perfectamente su personalidad: "Larry está en la cima del ritmo. , un poco más adelante, como cabría esperar de un hombre tan ordenado y puntual en su vida.

Mullen fue fuertemente influenciado por los actos de glam rock de la década de 1970 cuando aprendió a tocar la batería por primera vez. En los primeros días de U2, tenía lo que Bono llamó un estilo de batería "florido", antes de que finalmente adoptara una filosofía de simplicidad y redujera sus ritmos. Su percusión deja un espacio abierto, debido a lo que Modern Drummer describió como su comprensión de "cuándo golpear y cuándo no golpear". A medida que maduraba como cronometrador, desarrolló un sentido del ritmo sobrenatural; Eno relató una ocasión en la que Mullen notó que su pista de clics se había configurado incorrectamente por solo seis milisegundos. Bajo la tutela de Lanois, Mullen aprendió más sobre su papel musical como baterista para completar el sonido de la banda, mientras que el productor Flood ayudó a Mullen a aprender a tocar junto con elementos electrónicos como cajas de ritmos y samples. Su equipo tiene una pandereta montada en un soporte de platillos, que usa como acento en ciertos ritmos para canciones como "With or Without You". 
La gente dice: '¿Por qué no haces entrevistas? ¿Qué piensas sobre esto? ¿Qué piensas sobre eso?' Mi trabajo en la banda es tocar la batería, subir al escenario y mantener unida a la banda. Eso es lo que hago. Al final del día, eso es todo lo que importa. Todo lo demás es irrelevante.

—Larry Mullen Jr.
 Mullen ha tenido problemas de tendinitis a lo largo de su carrera. Como medio para reducir la inflamación y el dolor, comenzó a utilizar baquetas Pro-Mark especialmente diseñadas. Utiliza tambores Yamaha y platillos Paiste. Aunque ocasionalmente toca teclados y sintetizadores en conciertos, Mullen rara vez canta durante las actuaciones. Contribuyó con los coros de las canciones "Numb", "Get On Your Boots", "Moment of Surrender", "Elevation", "Miracle Drug", "Love and Peace or Else", "Unknown Caller", "Zoo Station". y "Daddy's Gonna Pay for Your Crashed Car" (solo durante el tour Zoo TV), y otros. Ocasionalmente realizó una versión de "Dirty Old Town" en el Zoo TV Tour. Durante las presentaciones en vivo de "I'll Go Crazy If I Don't Go Crazy Tonight" en el U2 360° Tour, Mullen caminó alrededor del escenario, tocando un gran djembé atado alrededor de su cintura.

## Carrera de actuación
El debut cinematográfico de Mullen fue en una película de Phil Joanou llamada Entropy, donde se interpretó a sí mismo junto a su compañero de banda Bono. Interpretó a un ladrón en Man on the Train, protagonizada por Donald Sutherland. Filmado en Orangeville, Ontario, Canadá, Man on the Train se estrenó en 2011. Al año siguiente, se anunció que Mullen aparecería en su segunda película, A Thousand Times Goodnight, protagonizada por Juliette Binoche. El 3 de septiembre de 2013, la película ganó el Gran Premio Especial del Jurado en el Festival Mundial de Cine de Montreal.
En julio de 2020, Mullen fue invitado a unirse a la Academia de Artes y Ciencias Cinematográficas.

## Vida personal
Mullen conoció a su compañera, Ann Acheson, en su primer año en Mount Temple Comprehensive School. Los dos llevan más de 40 años juntos y tienen tres hijos. Es primo hermano del actor irlandés Conor Mullen. A medida que U2 tuvo cada vez más éxito, Larry Mullen tuvo que agregar el sufijo "Junior" a su apellido para evitar confusiones con su padre, quien estaba recibiendo grandes facturas de impuestos destinadas a su hijo. En 1995, Mullen se sometió a una cirugía en la espalda porque llevaba una lesión desde la gira de The Joshua Tree. Él y Clayton poseen casas cerca de Bono y The Edge en el sur de Francia para que sea más fácil grabar con U2 en el sur de Francia.
Todos tenemos opiniones sobre lo que significa nuestro ser irlandés para nosotros. Dos miembros de la banda nacieron en Inglaterra y se criaron en la fe protestante. La madre de Bono era protestante y su padre católico. Me crié como católico. U2 es un ejemplo vivo del tipo de unidad de fe y tradición que es posible en Irlanda del Norte.

—Larry Mullen Jr.
Prefiere dejar que los otros miembros de la banda sean el centro de atención en las entrevistas. Ha tocado sintetizadores o teclados en varias canciones, incluyendo "United Colors" del álbum de 1995 de Passengers, Original Soundtracks 1, un álbum que a Mullen siempre le ha disgustado. En la década de 1980, The Prunes le dio el sobrenombre de "The Jam Jar".

## Equipo musical
- Platillos Paiste Signature:
- Choque eléctrico de 16"
- Choque eléctrico de 17"
- Choque eléctrico de 18"
- Choque total de 18"
- Paseo de 22"
- Hi-hat pesado de 14"/ charles con borde de sonido.
- Yamaha Phoenix (PHX) en Silver Sparkles: (Desde la gira U2360. Anteriormente usaba las baterías Maple Custom y Beech Custom de Yamaha en los mismos tamaños).[31]
- En el video de Get On Your Boots, Larry usa una Yamaha Oak Custom, con los mismos tamaños que la Birch Custom.

## Éxitos con U2
Fue en este punto que decidió formar su propia banda y colocó el famoso anuncio en el Mount Temple High School. Larry era el único con experiencia musical de ruedo, aunque The Edge ya se asomaba como un científico musical. Así nacería el exitoso grupo U2, integrado por Larry, Paul Hewson (Bono), David Evans (The Edge) y Adam Clayton.
Como la mayoría de los jóvenes bateristas, Larry empezó experimentando con un estilo más extravagante, reduciéndolo gradualmente a una fuerza más controlada que demuestra actualmente. Hay un arte engañoso en la simplicidad (la extensa y audaz expresión que alcanza el último lugar de la sala de conciertos) y Larry y U2 son los maestros. Ellos entienden esto probablemente mejor que cualquier otro grupo. Hay siempre una dimensión dramática en la ejecución de Larry, un elemento de música irlandesa tradicional con melódicas raíces celtas.

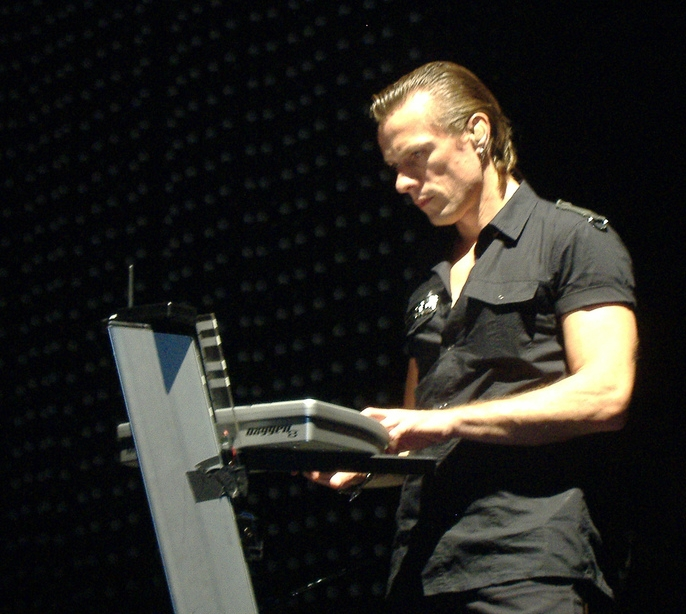
Larry Mullen en el Madison Square Garden, 2005.

Clásicas son sus interpretaciones de canciones de U2, en las que la batería, sin ser un actor principal, se luce, produciendo marchas épicas e intensas (Sunday Bloody Sunday y Bullet the Blue Sky, etc.), rítmicas al límite (Where the Streets Have No Name, Last Night on Earth, Mysterious Ways, City of Blinding Lights, etc.), y en especial de un acompañamiento efectista y efectivo, que junto al bajo de Adam, sirven de base al sonido U2.
También ha participado en los coros de algunos temas de U2, e incluso se atrevió a interpretar en solitario canciones tradicionales irlandeses durante la gira Zoo TV, dejando claro que lo suyo es la batería. Junto a Adam Clayton forma una de las mejores bases rítmicas del rock, algo que les llevó a reinterpretar el tema central de la serie Mission: Impossible, que fue un éxito, tanto en ventas como en las listas de éxitos.

## Vida personal
Vive con su novia de la secundaria, Ann Acheson, con la que tiene tres hijos, aunque guarda con celo su vida privada. Siente una especial admiración por Elvis Presley, tanto en su faceta de cantante como la de actor, y por los Ramones.

## Cine
En 2011, se estrenó la película Man on the Train, dirigida por Mary McGuckian y protagonizada por Larry Mullen Jr. junto a Donald Sutherland.